# Oruza kavatcha
Oruza kavatcha là một loài bướm đêm trong họ Erebidae.